# Exalbidion pallisterorum
Espèce
Synonymes
- Theridion pallisterorum Levi, 1959

Exalbidion pallisterorum est une espèce d'araignées aranéomorphes de la famille des Theridiidae.

## Distribution
Cette espèce est endémique du District fédéral au Mexique,.

## Description
Le mâle holotype mesure 2,4 mm.

## Étymologie
Cette espèce est nommée en l'honneur de  D. L. et John C. Pallister.

## Publication originale
- Levi, 1959 : The spider genera Achaearanea, Theridion and Sphyrotinus from Mexico, Central America and the West Indies (Araneae, Theridiidae). Bulletin of the Museum of Comparative Zoology, vol. 121, no 3, p. 57-163 (texte intégral).